# Древесная смола

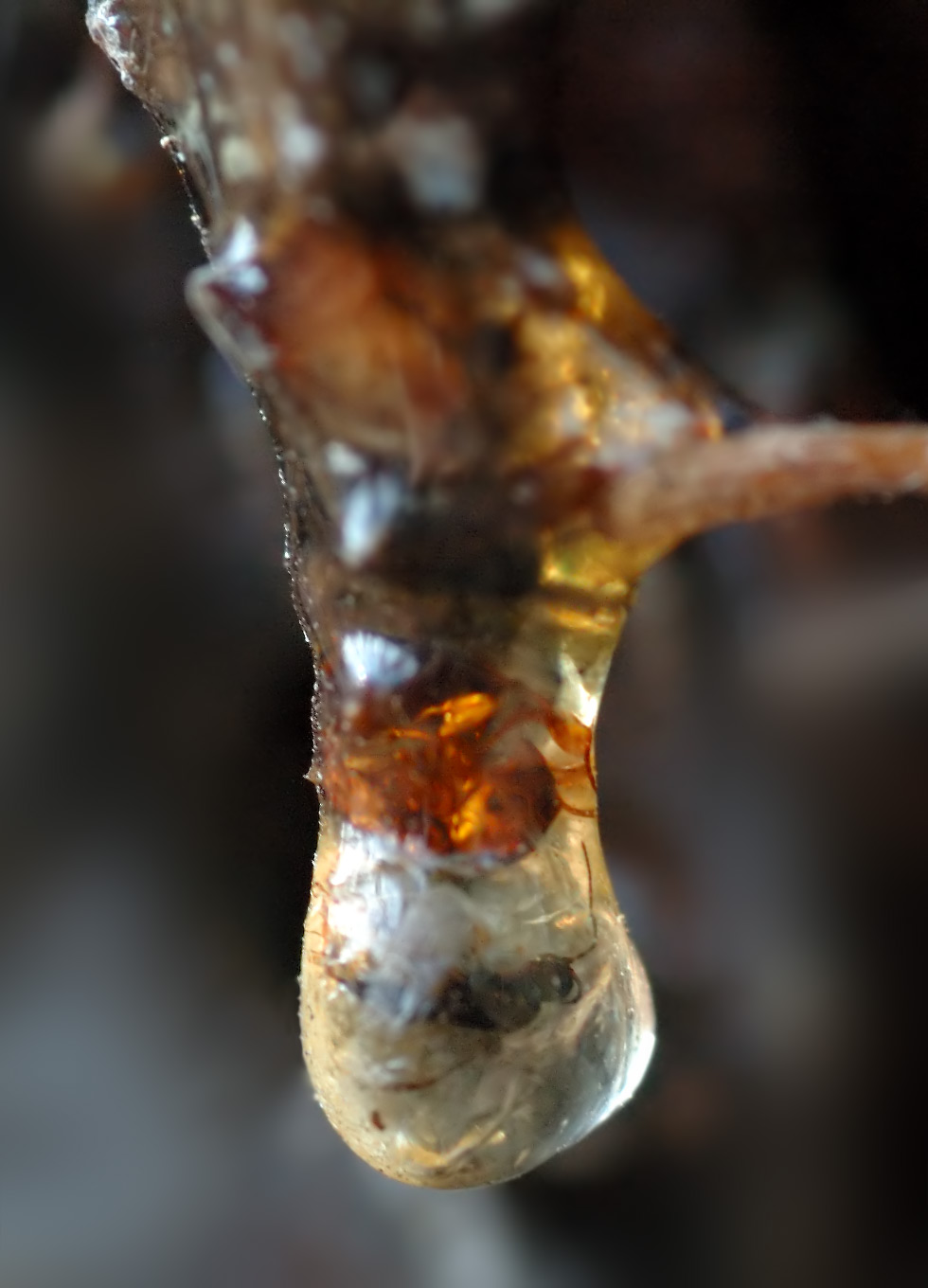
Насекомое, попавшее в смолу

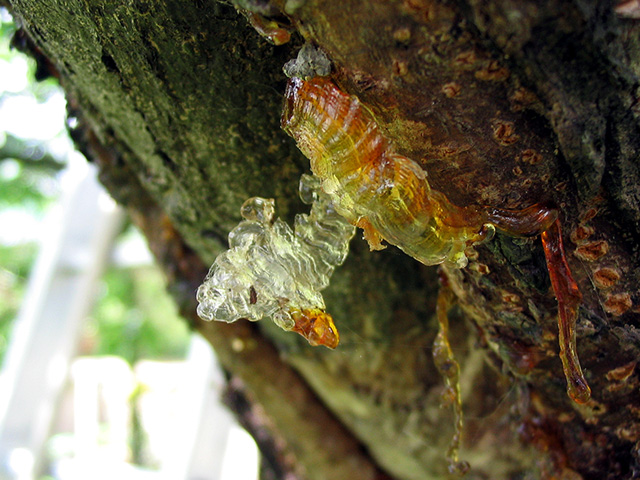
Смола вишнёвого дерева

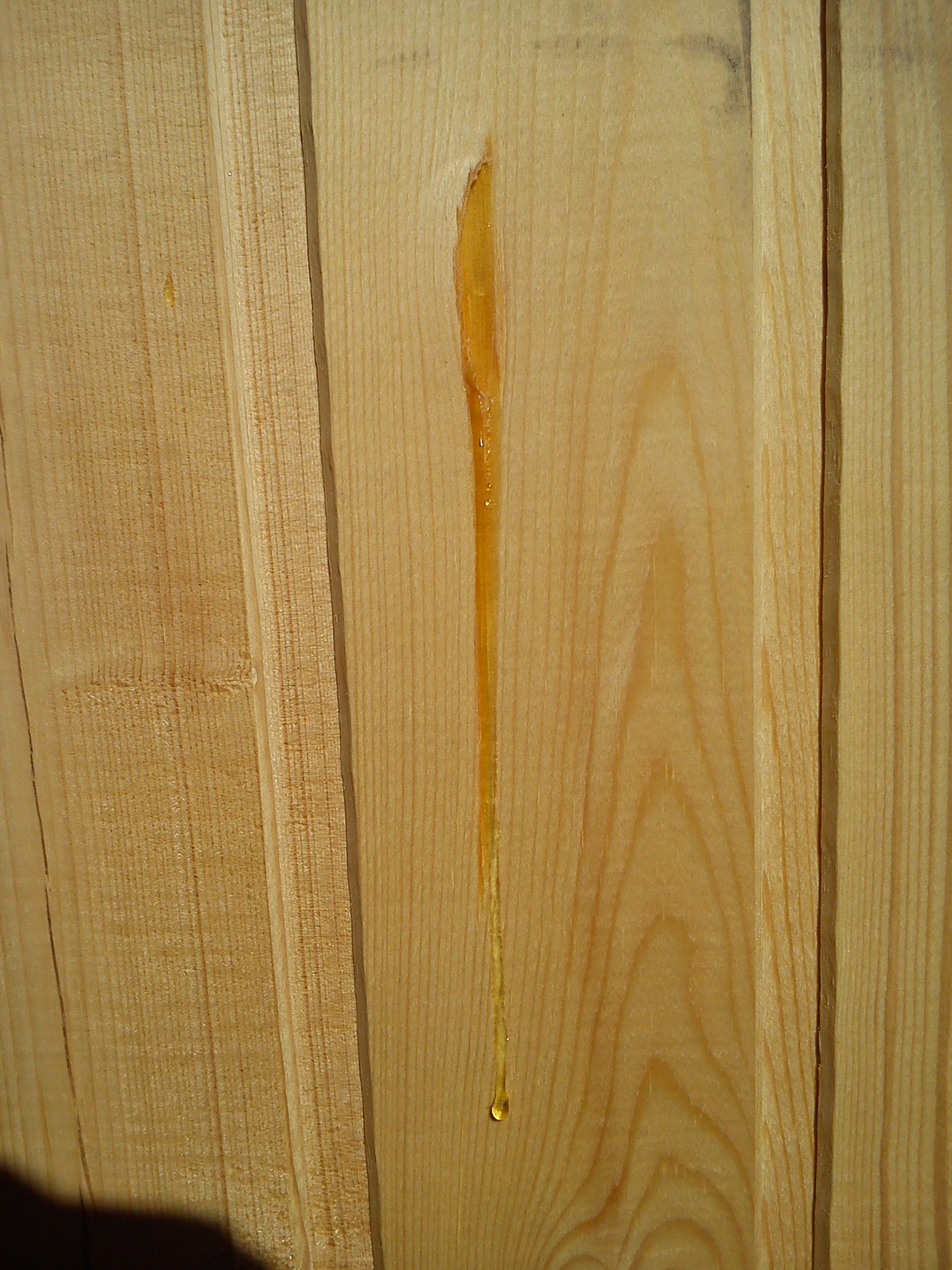
Смола, вытекающая из новых досок

Смо́лы — природное явление в виде отвердевших на воздухе продуктов множества растений, образующиеся в результате нормальных или патологических процессов. Смолы являются большей частью в виде аморфных масс, при нагревании сплавляются, горят коптящим пламенем, растворимы в воде, большей частью легко растворимы в спирте, эфире, не прогорают, мылятся и представляют смеси разнообразных бесцветных или окрашенных, пахучих или не обладающих никаким запахом веществ. При застывании образуют твердый предмет.
По химическому составу чистые смолы богаты углеродом и водородом, бедны кислородом, не включают азота.
Смолы, в которых встречается камедь, образуют группу камеде-смол (гуммигут).
Если камеде-смолы содержат эфирное масло, то такие смолы называются масло-камеде-смолы. Например, ладан обыкновенный — благовонная смола, доставляемая африканским ладанным деревом Boswellia papyrifera, индийским ладанным деревом Boswellia serrata и разными видами Cistus, или ладанника; смирнский ладан, мирра; опопанакс.
Если же камедь отсутствует, а имеется лишь смесь масла и смолы, то такие смолы называют масло-смолы, а более жидкие — бальзамы, такие, как копайский бальзам, копал, аниме (курбариловая смола), сандарак, живица и др.
Если имеется чистая смола, то есть смесь сложных спиртов, эфиров, кислот и прочего, то по характеру кислот они подразделяются на собственно смолы, не обладающие запахом: бакаутовая, или гваяковая смола, даммара, канифоль, скаммоний, шеллак, янтарь, — и смолы с ароматическими кислотами: бензойной, коричной и т. п., например, росный ладан, или бензой, стиракс, перуанский бальзам, толутанский, или толуанский бальзам, причём вещества более жидкой консистенции известны под именем бальзамов.
Смола даммарская — получается из распространённого в Ост-Индии, на Молуккских островах, на Калимантан, Яве и Суматре хвойного Dammara orientalis, из ствола и ветвей которого произвольно вытекает в больших количествах свежий прозрачный сок, застывающий через несколько дней в стекловидные прозрачные капли. Иногда для получения больших количеств даммарской смолы делаются надрезы в коре. Смола применяется для приготовления лаков, ценных своей прозрачностью и устойчивостью.